# Vikingatida färder

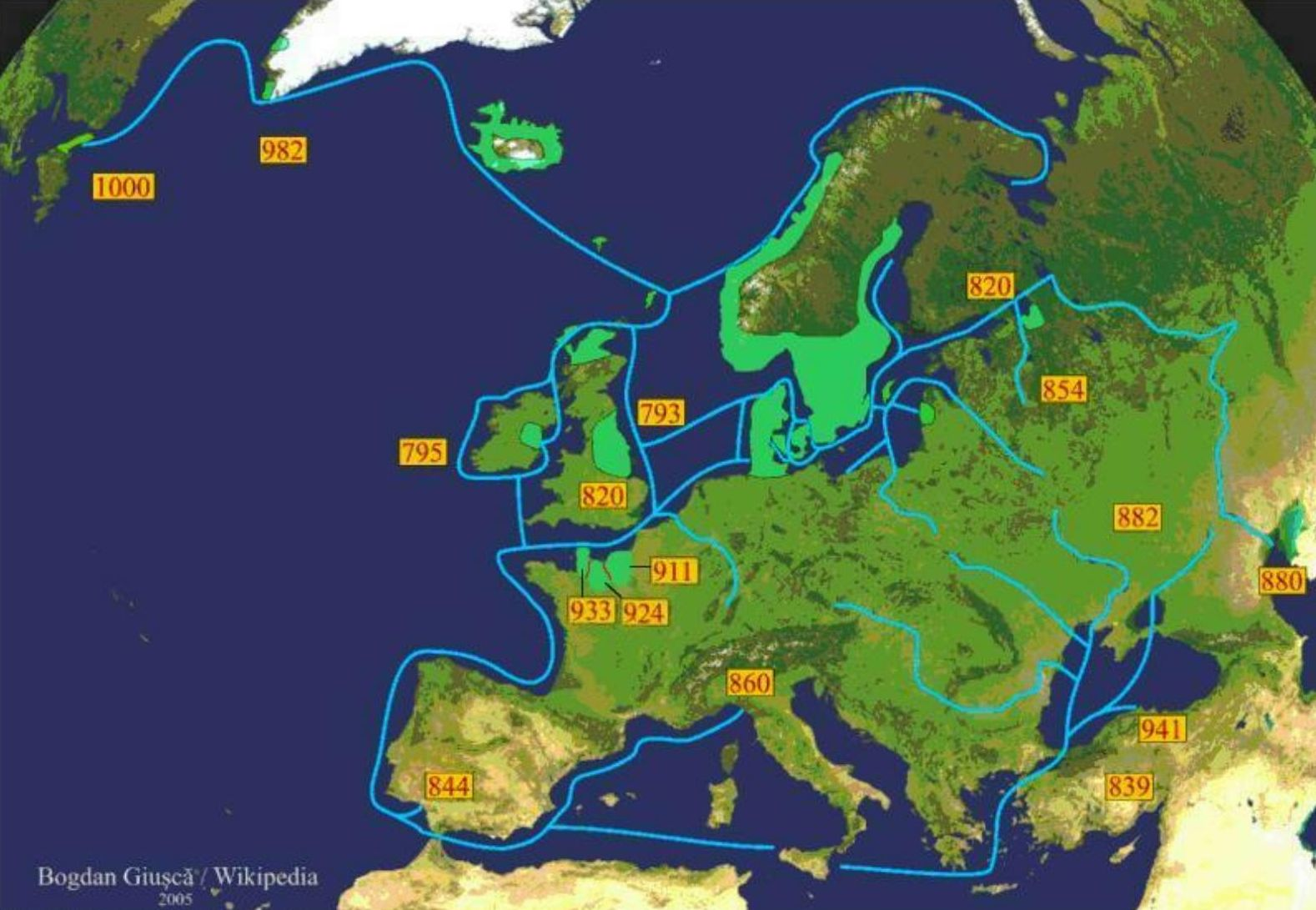
Rutter och år för viktiga vikingaresor.

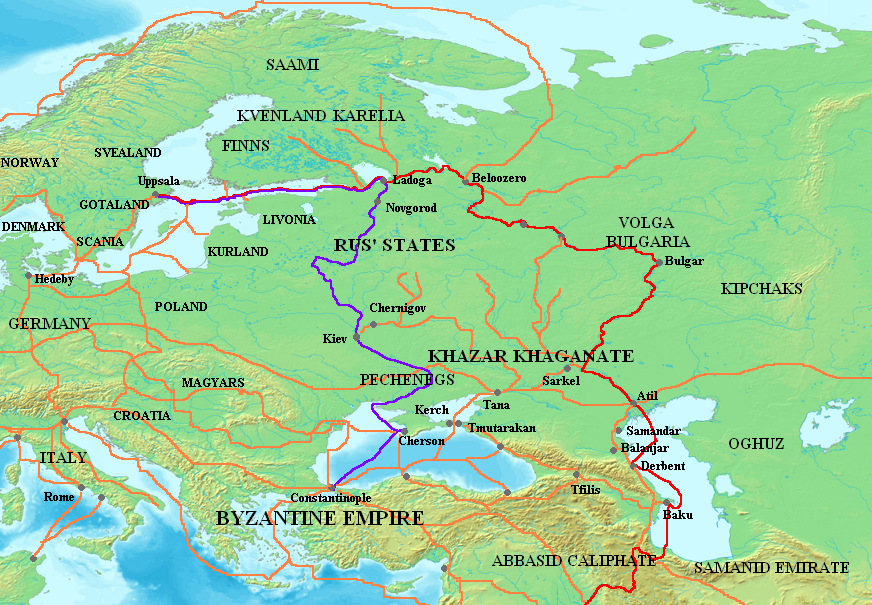
Rutter i österled. Rutten söderut från Novgorod användes troligen mest vintertid, och då med häst och släde. En rutt österut från Novgorod är inte utmärkt.

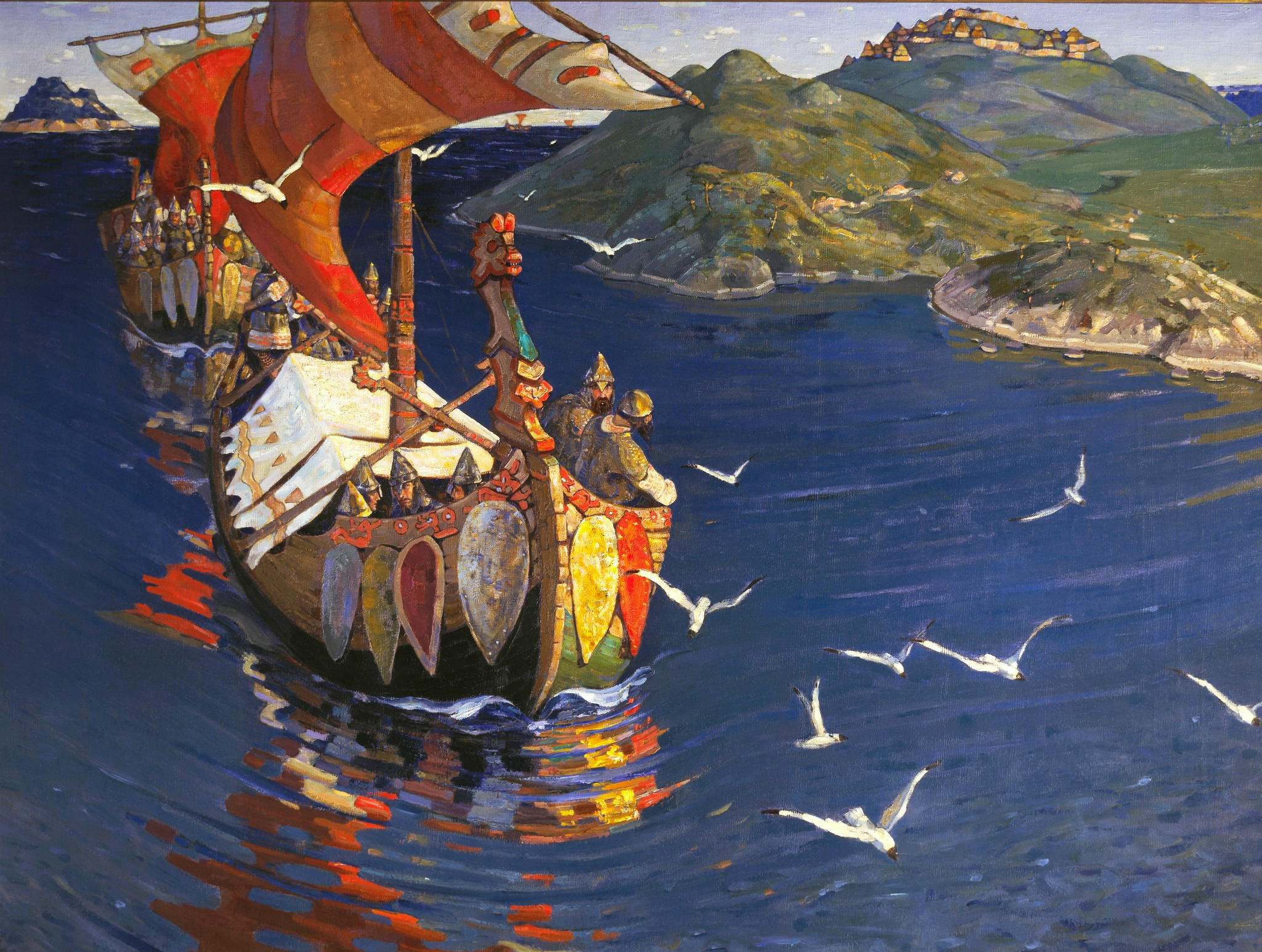
En romantisk bild av vikingar på resa i Ryssland. Målning av Nicholas K. Roerich, 1899.

Vikingarnas resor kännetecknas av en kombination av plundring och handel. Det förekom också ren utvandring och kolonisation, och en del nordbor bosatte sig i nya områden, exempelvis i Dublin och York, men även i nuvarande Ryssland, Polen och Ukraina. Vikingatiden föregicks av bronsålder, järnålder och vendeltid, då omfattande resor också förekom. Vikingarnas handelsnätverk ärvdes av Hansan under medeltiden. De seglatser som företogs följde i största möjliga mån kusterna, att ge sig ut på öppet hav var för riskabelt, speciellt om man seglade med mindre båtar. Hade man större skepp och bra väder var öppet vatten möjligt, men kusten erbjöd förutom trygghet, också landmärken att navigera efter. Om vi utgår från Birka i Mälardalen, kan vi konstatera att Birka i ett första skede hade kontakter med Staraja Ladoga, Grobin och Wolin österut, så kallat österled. Västerut skedde handel med Hedeby, Kaupang och Dorestad. I en andra fas utvidgas kontaktnätet till Volgabulgarien vid Ural, Kiev och Konstantinopel. Även med abbasiderna i Mellanöstern skedde ett utbyte. Om vi istället utgår från ett norskt-danskt perspektiv i väster, så sker kontakter med bl.a. England, Irland, Grönland, Spanien och t.o.m. Kanada.

## Bakgrund
Sjöfart, fjärrhandel och fjärran kontakter har en lång historia i Skandinavien. Inte minst ser vi bevis på det i alla hällristningar och skeppssättningar. Detta skapades minst två tusen år innan vikingarna. Vi finner också tydliga likheter mellan fynden i Sutton Hoo i England och gravarna i Vendel, Uppland. Gotländska broscher/spännen har hittats på andra sidan Östersjön och de kom dit innan vikingatid. Fynd från Romarriket har hittats i Uppåkra och på Öland. Troligen kom de romerska artefakterna till Norden långt innan det vi kallar vikingatid. Ett tidigt internationellt nätverk påvisas också av de s.k. guldgubbar som har hittats i hela södra Skandinavien. Vikingatiden är alltså en fortsättning på en handelskultur och ett nätverk som gradvis utvecklats under lång tid.

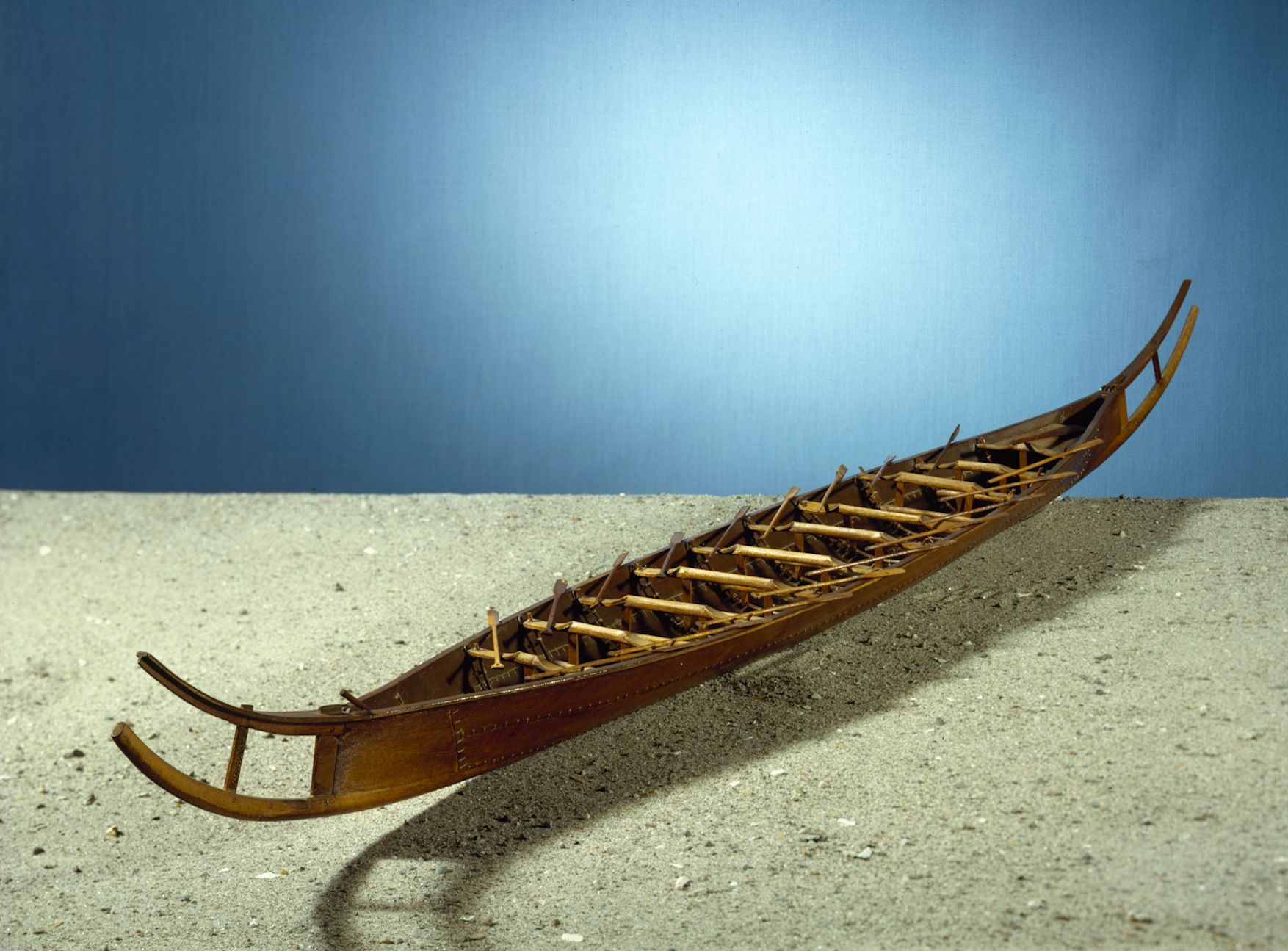
Hjortspringbåten, som hittades i Danmark på 1880-talet, visar på en kontinuitet i resandet i Skandinavien. Den ser ut precis som båtarna på hällristningarna och är från 300-400 f.Kr (Här en modell).

Skeppsbyggeriet utvecklas, båtarna blir större och vid något tillfälle lär sig även Nordeuropas folk att segla. Slaveri och träldom var vid denna tid helt naturligt och vissa livsnödvändiga råvaror fick man resa långt för att få tag på. Viktiga handelsprodukter var t.ex. pälsverk, salt, järn, koppar, smide, bärnsten, slavar, honung, tjära, silver o.s.v. Bärnsten från Östersjön har hittats i fynd vid medelhavet som daterats till långt före vår tideräknings början. Insamlandet av slavar var en bra affär och på grund av detta förvärvs natur var slavhandlarna tvungna att behärska vapen och tillämpa våld.
De egentliga vikingatågen, så som vi känner dem, hade föregåtts av enstaka plundringar. Nordmännen blev alltmer förtrogna med navigering och sjömansskap. Deras viktigaste samfärdsleder var i Sverige och Norge vikarna, floderna och sjöarna, i Danmark sunden. Därför vågade de sig tidigt ut på handelsfärder utmed kusterna och uppför floderna i de närmast liggande länderna. Det blev då lätt tvister mellan de bofasta och nordmännen, vilket ofta resulterade i stridigheter.

## I västerled (vestrvegr)

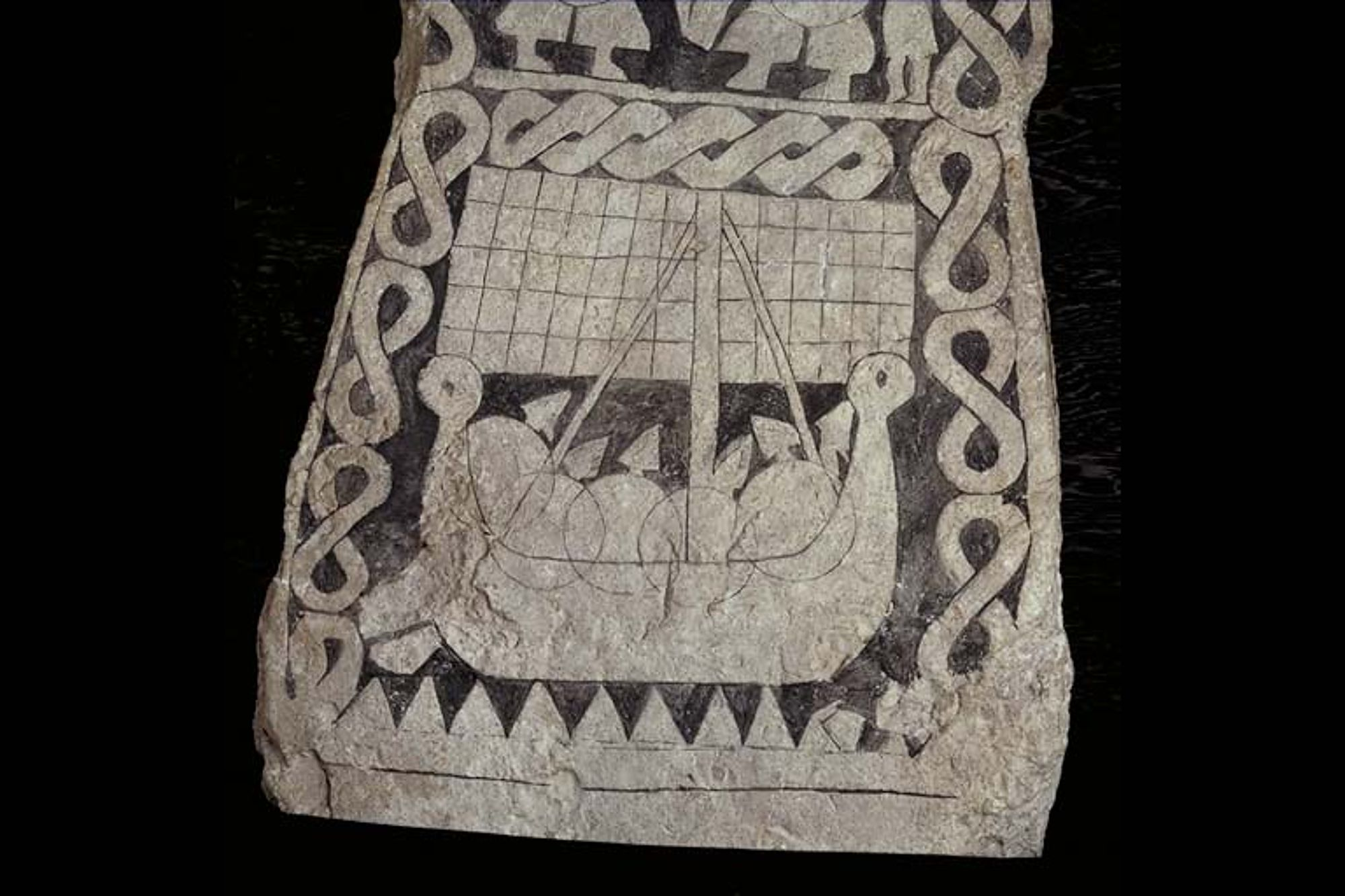
Bildsten från vikingatid med skepp. Smiss, Stenkyrka socken, Gotland.

Det var främst danskar och norrmän som for i västerled, även om det fanns en del svear också. Till norrmän och danskar räknades vid denna tid bohuslänningar och skåningar. Båtarna i väster var större än de i öster. Bland de största skeppen vi känner till finns Skuldelev 2 som rekonstruerats och blivit Havhingsten fra Glendalough. Dessa långskepp kunde segla rakt upp på stranden och med hjälp av tidvattnet kunde det gå mycket fort. De klumpigare och tyngre lastskeppen kunde behöva en brygga eller en kaj, vilket vi ofta ser på rekonstruktioner från vikingatida stadsliknande samhällsbildningar. (t.ex: Hedeby, Birka och Truso). Fler exempel på skepp i västerled kan hittas på Vikingskipsmuseet i Oslo.

### Krig, röveri och kolonisation
De första strandhuggen i England skedde vid Dorchester någon gång mellan 786 och 793. Sedan följde den ökända attacken på klostret Lindisfarne år 793. Detta räknas av många som inledningen till den s.k. "vikingatiden". År 794 attackerade vikingarna S:t Egferths kloster vid Wearmouth i Northumbria. Här bjöd invånarna motstånd och en av hövdingarna stupade. En svår storm tog sedan flera av deras skepp och de som räddade sig i land blev nedhuggna. Fram till 835  finns inga fler uppgifter om vikingaattacker mot Englands östra kuster. I perioden 834–850 härjades dock kusterna sporadiskt av smärre grupper av vikingaskepp. År 851 kom en motgång och en större vikingahär nedkämpas vid Aclea i Wessex. 865 anläder en stor flotta till Östra Anglien och denna styrka kom att härja i tretton år och intar York redan 867. Northumbria intas. 871 anländer fler båtar och män från Skandinavien och Mercia intas 873. Wessex faller för vikingarna 878. Var dessa vikingar kom från är omdebatterat, och det har föreslagits att en del kom från Irland och en del från Västra Franken. York, som nordborna kallade Jorvik, blev vikingarnas viktigaste stad, men den förloras redan 954.
År 795 opererade vikingar för första gången i Irländska sjön. Strandhuggen drabbade först Wales södra kust, sedan attackerades Irland. Efter en period av härjningar började nordbor bosätta sig. Vikingatidens handelsplatser på Irland utvecklades senare till köpstäder. Dublin verkar ha spelat en viktig roll men även städer som Cork och Limerick utvecklades till rika dåtida handelsplatser.
Dessa första strandhugg i västerled verkar ha utförts av vikingar från Danmark/Norge. På vägen till England och Irland passerade dessa Shetlandsöarna (av nordborna kallade Hjaltland) och Orkneyöarna strax norr om Skottland, samt Hebriderna nordväst om Skottland (av nordborna kallade Söderöarna.) På dessa öar bosatte sig också utvandrade nordbor.

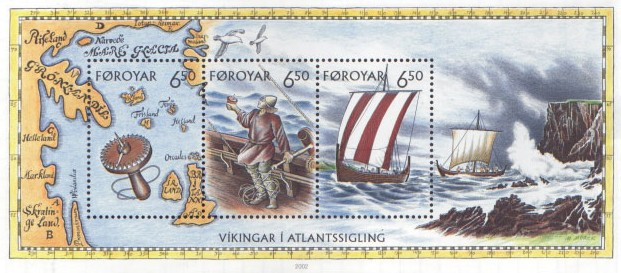
Färöiskt frimärke i åminnelse av vikingarnas resor över havet.

På Färöarna, som ligger halvvägs mellan Skottland och Island, fanns redan vid nordbornas ankomst små grupper av iriska munkar som ville leva eremitliv. Dessa munkar kallades "papar". Enligt Färingasagan började nordbor bosätta sig på Island runt 870-talet.
Skandinaverna lär ha kommit till Island på 860-talet. Enligt de isländska sagorna ska det ha varit norrmannen Nadd-Odd och svensken Gardar Svavarsson som stod bakom denna bedrift. År 874 började norrmän utvandra till Island i större skala och tog där nytt land, s.k. "landnam". Under landnamstiden fram till 930 skedde en kraftig invandring till ön, främst från Norge, men också av nordbor från tidigare koloniserade områden i Skottland, England och Irland.
Endast en kort tid efter Islands upptäckt, runt 900, fann den vinddrivne norrmannen Gunbjörn Grönland enligt Grönlänningasagan. Erik Röde, en fredlös islänning, ursprungligen från Norge, utvandrade 985 till Grönland och var den förste som tog sig land där. Nordbornas bebyggelse låg på två begränsade områden på öns sydvästra del, dels på Österbygden och dels på Västerbygden. I Österbygden ska ha funnits 190 gårdar och i Västerbygden 90 stycken.
Erik Rödes saga berättar om hur Erik Rödes son Leif Eriksson år 1000 upptäckte Kanada genom att ha blivit vinddriven västerut. Grönlänningasagan berättar däremot att det var Bjarne Herjulfsson som först siktade detta land, men även att han aldrig gick i land. Resultatet blev försök till en kolonisation av nordbor i det nya landet som kallades Vinland. Arkeologiska fynd från L'Anse aux Meadows har bekräftat denna bosättning.
Vikingar började i slutet av 700-talet att attackera Friesland, det vill säga Nordsjöns södra kust. År 800 tvingades Karl den store att bege sig till denna kust för att ordna med försvaret. År 808 attackerade sedan den danske kungen Godfred Friesland, med en flotta på tvåhundra skepp. Efter denna händelse och fram till 840 är det endast från år 820 som det åter talas om en vikingaattack i området. År 845 skövlades Hamburg av en stor vikingaflotta.
År 841 kom den första av många vikingaflottor till Frankrike och Seine. Rouen brändes och vikingarna nådde upp till St. Denis. Åren 845 och 857 intogs Paris, men åren 885–886 motstod parisborna en lång belägring och trotsade de attackerande vikingarna. 911 fick sedan den norske vikingahövdingen Rollo området kring Rouen som förläning av kejsaren. Efter det skedde en kolonisering av området som kom att kallas Normandie. Genom denna handling kan vikingatågen i Frankrike anses som i princip avslutade.
År 844 uppträdde de första vikingarna i nordvästra Spanien vid staden A Coruña. Senare samma år attackerades Lissabon, Cadiz och i Vikingaräden mot Sevilla genomfördes. Vikingarna kom tillbaka år 859. Detta vikingatåg fortsatte in i Medelhavet och attackerade 860 de italienska städerna Luna och Pisa. I Spanien dräptes biskop Sisnando av Compostela 968 och klostret Curtis plundrades. Biskopssätet i Tui drabbades senare av en flotta under Olav den heliges ledning, och förblev öde i ett halvt århundrade. Nordmännen hade också vanan att ta gisslan som de sedan släppte mot en lösensumma.

## I österled (austrvegr)

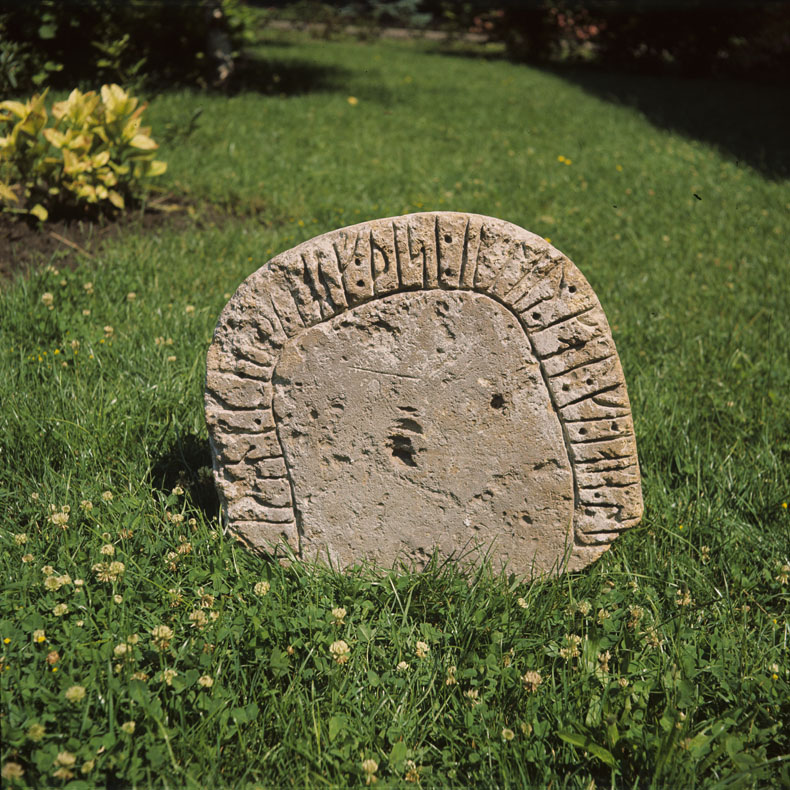
Berezanjstenen är en runsten som hittades på en liten ö utanför Dnjeprs mynning i Svarta havet.

De östliga vikingafärderna riktade sig främst mot Östersjöns södra och östra kuster samt landet innanför. Man kallade dessa färder "i österled". En av de mest befarna vägarna var genom Finska viken, uppför floden Neva och över sjön Ladoga. Därifrån förde en ny flodfärd söder ut till sjön Ilmen. Här grundade enligt traditionen nordmännen ett rike vars huvudstad kallades Holmgård (nu Rjurikovo Gorodisjtje), som strax kom att ersättas av Novgorod (ryska: Ny stad). Nordmännen seglade vidare på floder åt söder och öster. Genom att ibland (kanske) dra sina lätta fartyg långa sträckor över land kom de till floderna Dnjepr och Volga. (Dnjepr leder till Svarta havet, och Volga till Kaspiska havet.) Ny forskning har visat att företeelsen att dra stora båtar på stockar över land långa sträckor, är en myt. Det finns inte dokumenterat någonstans, annat än i två dåtida skriftliga källor. Snarare bytte man båt, drog båten i snön på vintern eller reste med häst och släde på isen under vinterhalvåret. Resor med båt på floden Lovat har kanske aldrig skett, men detta finns det inget konsensus om. Vissa fynd pekar på motsatsen (Larsson, G. 2007 s.235). Ofta sålde man kanske bara varorna vid en handelsplats och återvände hem. Troligen övervintrade en del på dragstället/edet och fortsatte med annan båt på våren. Dragställena (ryska: volok волок) blev omlastningsstationer. Debatten om båtar, dragställen och båtars proviniens har pågått under lång tid och så länge forskningen inte hittar några båtvarv i Ryssland får vi leva i ovisshet.

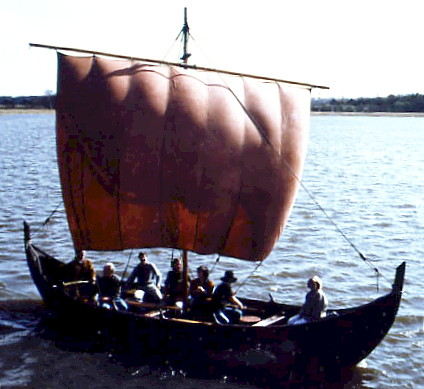
Aifur är en liten rekonstruerad vikingabåt som företog tre experimentella resor i österled åren 1994, 1996 och 2001.

Nordmännen grundade bland annat ett nytt välde på den slaviska slätten (enligt Nestorskrönikan) som för eftervärlden är känt som Kievrus. Könugård, som var svearnas namn på Kiev, blev med tiden det ukrainska rikets huvudstad. Av slaverna benämndes dessa svear ruser. Den förste härskaren med skandinaviskt påbrå i Kiev var Igor. När Kievriket väl blivit kristet 988 regerade Vladimir den store. Under tidigt tusental blev Olof Skötkonungs dotter Ingegerd bortgift med Jaroslav I av Kiev och Rurikdynastin kom att regera det ryska riket i flera hundra år. Viktiga vikingatida handelsstationer uppstod på flera platser vid denna tid, från Staraja Ladoga, Alaborg, Daugmale och Novgorod, till Gnezdovo, Timerjovo och Sarskoje.

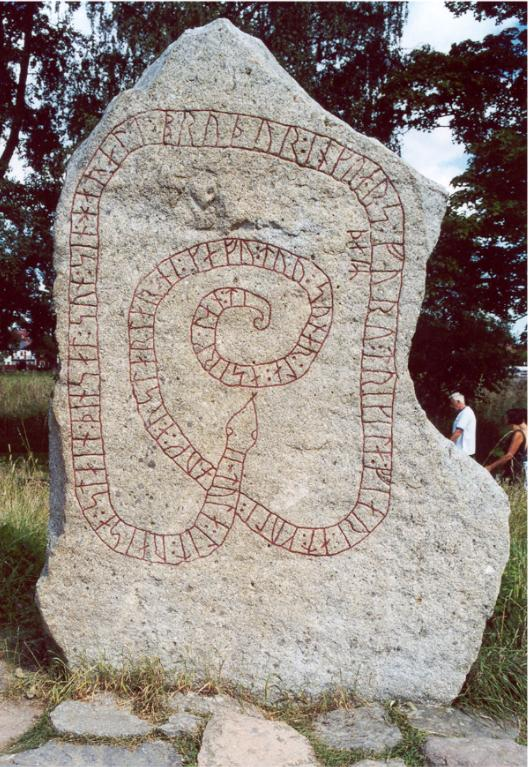
Gripsholmsstenen berättar om en resa till Särkland, d.v.s. Orienten, en resa som gick över det vi idag kallar Ryssland, Belarus och Ukraina.

De skepp som användes i österled var mindre än de oceangående knarrarna som inte kunde ta sig söder och österut på de ryska och baltiska floderna. Exemplen på stridsbåtar, så kallade långskepp, är mycket få österut, men ett par har hittats på ön Ösel. Flera experimentalla färder med små skepp har genomförts. De kända små nutida båtarna är Krampmacken, Aifur, Fornkåre och Himingläva. En annan typ av båt som var mycket vanlig i det ryska inlandet på vikingatid var äspingen och det finns anledning att tro att dessa användes flitigt på floderna.
Färderna i österled omfattade annars, precis som de i väst, såväl sjöröveri som handel och erövringar. År 859 omnämns för första gången varjager, Nestorskrönikans beteckning för nordbor: ”Det kom varjager från andra sidan havet och utkrävde skatt av cuderna och av slovenerna, av mererna och av vepserna samt av krivicerna.” Såväl runstenar som isländska sagor omtalar också vikingafärder och ledungståg i österled. Dock är vikingatågen i österled inte lika kända som de i västerled, då folken i Östeuropa vid denna tid oftast inte var skrivkunniga och källorna är därför fåtaliga.
En stor del av resorna i öster omfattade nordbor från sveariket, men även daner, norrmän och islänningar fanns med på dessa färder, liksom det fanns gott om män från Sveariket bland de som for i västerled. Många nordbor anslöt sig till den östromerske kejsarens här och flotta. De utgjorde också det väringagarde som var kejsarens livvakt. Ett berömt vikingatåg i Österled mot Kaspiska havet var Ingvarståget 1036–1041. Detta slutade i fullständig katastrof enligt vissa, men icke så katastrofalt enligt andra.
Vid Grobin i Kurland (vid Liepāja i Lettland) upptäcktes 1929–1930 en nordisk fornborg och resterna av en forntida stadsanläggning av den typen som fanns i Birka och Hedeby. Till dessa anläggningar fanns tre i halvcirkel belägna skandinaviska gravfält, varav två av väldiga dimensioner. Stora delar av området hade förstörts genom odling och grustäkt, men av det största gravfältet kvarstod under utgrävningsperioden cirka 450 högar. Man antog att det ursprungligen hade uppgått till 1000. De tre gravfälten hade uppförts under tidsperioden 650–850 e.Kr. och innehöll samma typ av gravgåvor som man finner på Gotland och Sveriges östkust från samma tidsperiod. Grobin var alltså en viktig handelsplats redan på vendeltid.
Daugmale i Lettland var också en viktig handelsplats, men är mycket lite omskriven och utforskad. Större delen av Daugmale ligger idag under vatten på grund av ett vattenkraftverk. Daugmale låg några mil uppströms i floden Daugava i nuvarande Lettland och tros ha varit en multikulturell handelsplats befolkad av både letter/balter, slaver och skandinaver. Daugmale ersätts av Riga som centralort  på medeltiden.
Även i nuvarande Polen har man undersökt flera viktiga, delvis skandinaviska, bosättningar. De två viktigaste är Truso vid floden Wisla och Wolin vid floden Oder. Truso ersattes av Gdansk och Elbląg på medeltiden och Wolin ersattes av bland annat Stettin. Det finns många som menar att Wolin är det som är omskrivet som Jomsborg.

### Färdvägarna i öster
Under vikingatid var floden vid Riga, Daugava, ett av huvudstråken för vikingarnas färder öster och söderut. För att komma över till de södra och östra flodsystemen fick man använda dragställen, s.k. ed, vilket innebär landtransport. Men det fanns flera vägar än Daugava. Nedan finner ni möjliga rutter.

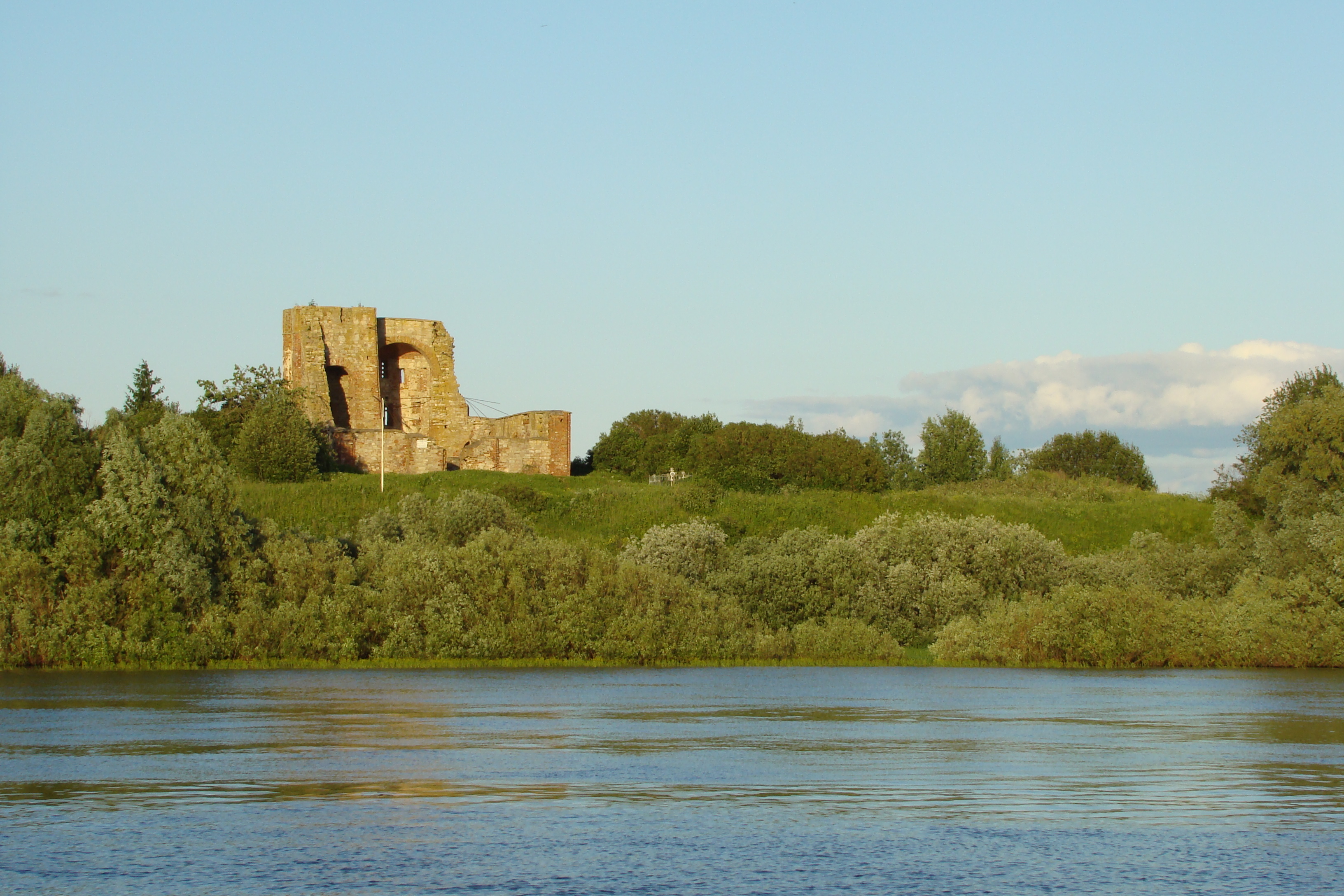
Holmgård heter Rjurikovo Gorodisjtje på ryska och det kan översättas till "Ruriks gamla ställe". Denna plats förväxlas i litteraturen ofta med Novgorod. Det heter Holmgård för det ligger på en holme i sjön Ilmen. Gorodisjtje betyder "fornborg".

1. Holmgård heter Rjurikovo Gorodisjtje på ryska och det kan översättas till "Ruriks gamla ställe". Denna plats förväxlas i litteraturen ofta med Novgorod. Det heter Holmgård för det ligger på en holme i sjön Ilmen. Gorodisjtje betyder "fornborg".Neva - Ladoga (sjö) - Volchov - Ilmen (sjö) - Msta - Mstino(sjö) - Tsna- ed - Tvertsa - Volga (alternativt Moksha - Oka - Volga) Denna rutt går via dragställe/ed vid Vysjnij Volotjok mellan Tsna i väst och Tvertsa i Volgasystemet. Detta ed är idag en grävd kanal, men på vikingatid var det ca. tre kilometer över land och högsta toppen låg på 300m över havet. Hur mycket stigning det innebar för de som skulle dra båtarna är osäkert. Sjön Mstino ligger ungefär 150m över havet. Vid forsarna i Volchov fanns två försvarsanläggningar, dels Duboviki, vid de första forsarna, och sen en anläggning till vid de andra forsarna. Detta var ett effektivt sätt att skydda Novgorod mot pirater från havet. Forsarna i Volchov låg vid den nuvarande staden med samma namn, Volchov. Idag är det kraftverskdammar där. Den stora sjön Ladoga heter Nevo i den gamla ryska Nestorskrönikan.

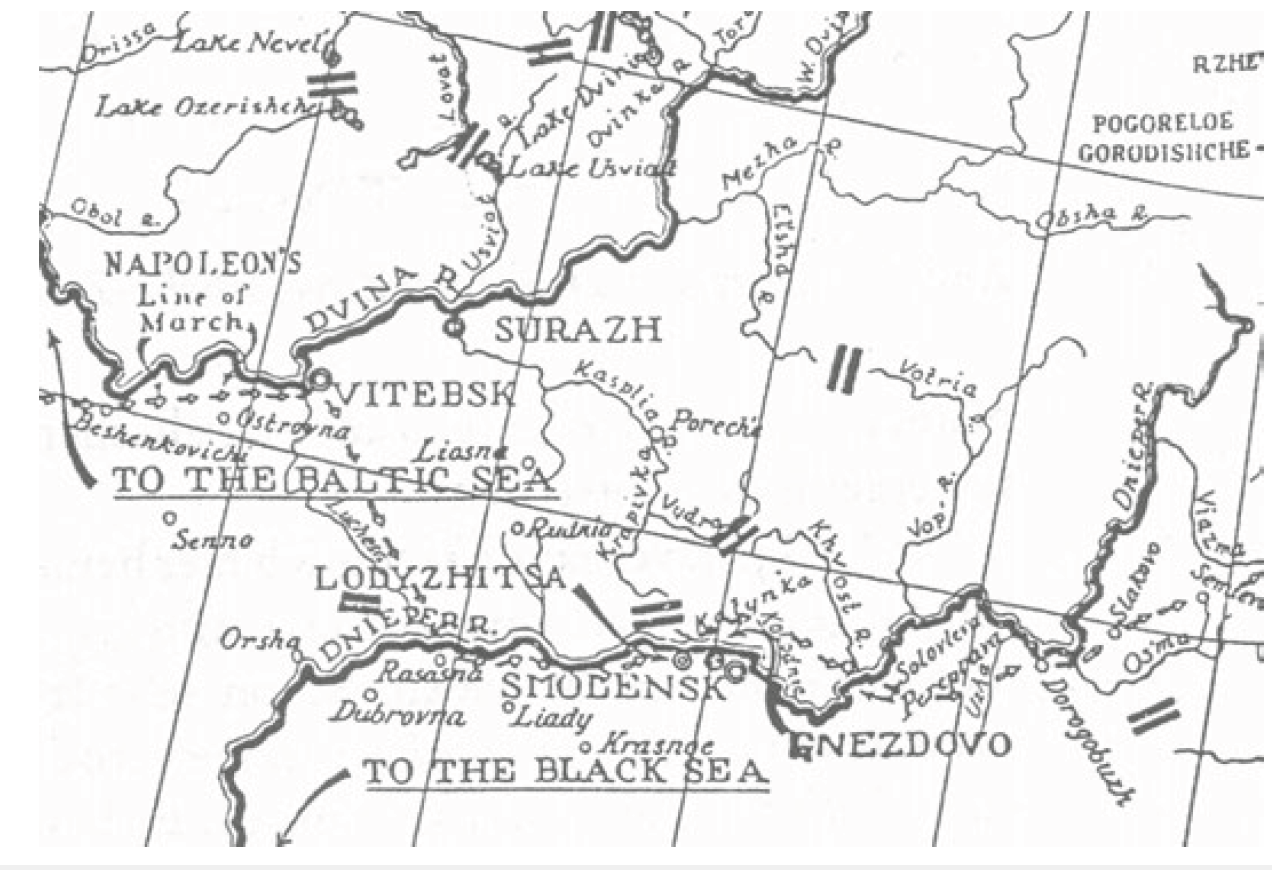
Eden vid Gnezdovo markeras av två svarta streck bredvid varandra. En markering ligger uppe vid Lovat och fyra mellan Daugava och Dnipro. Vi ser ett som ligger mellan Kasplia-Vudra och Khvost, ett annat mellan Kasplia-Kropivtka och Dnipro och ett tredje mellan Mezha-Elsha och Votria (Karta av Kerner 1946). Gnezdovo kom att ersättas av Smolensk under 1000-talet.

2. Eden vid Gnezdovo markeras av två svarta streck bredvid varandra. En markering ligger uppe vid Lovat och fyra mellan Daugava och Dnipro. Vi ser ett som ligger mellan Kasplia-Vudra och Khvost, ett annat mellan Kasplia-Kropivtka och Dnipro och ett tredje mellan Mezha-Elsha och Votria (Karta av Kerner 1946). Gnezdovo kom att ersättas av Smolensk under 1000-talet.Neva - Ladoga - Volchov - Ilmen - Lovat - Gnezdovo - Dnjepr. Denna rutt gick via eden vid Gnezdovo och Dnjepr. 15 km uppströms Volchov låg/ligger Staraja Ladoga och ytterligare 5 km upp ligger den första forsen och fornborgen Duboviki. Men båtfärder vidare uppströms på Lovat är omtvistat och kanske var detta ingen rutt som användes av båtar. Den ryske forskaren A. M. Mikljajev och flera av hans kollegor avfärdar också idén om båtfärder på Lovat för tusen år sedan.[30][31] (Veliki Novgorod och Rjurikovo Gorodisjtje ligger vid, och i sjön Ilmen, ungefär 2 km ifrån varandra.)
3. Neva - Ladoga - Syas - (ed?) - Mologa - Volga. Problemet med Syas är forsar vid vilka båtar fick dras. Vikingarna anlägger därför skyddsanläggningar vid forsarna, som t.ex. Syas'skoye Gorodisjtje, vilket troligtvis är samma ställe som det i isländska berättelser omnämnda Alaborg. Alaborg ligger bara c.a. 15 km öster om Staraja Ladoga och är samtida och var troligen en konkurrerande handelsplats (eller vasall/partner). En grav från 700-tal har hittats i Alaborg och i de gravar som undersöktes 1929 återfanns skandinaviska föremål i 60% av gravhögarna. Alaborg förstörs runt år 900, troligtvis p.g.a. Vadim-upproret, som leddes av ledaren för Ilmenslaverna, Vadim den djärve. Den arkeologiska platsen förstörs också till stora delar på 1930-talet när det blir grustäkt. 1802 börjar man bygga Tikhvinskaya kanal mellan Syas och Mologa

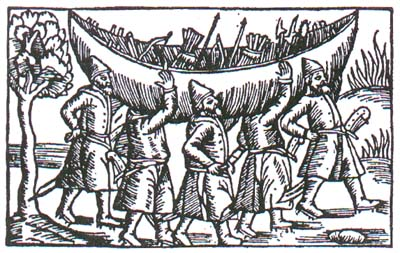
Så här illustrerade Olaus Magnus hur det gick till vid eden. Bilden är från "De nordiska folkens historia" som kom ut 1555.

4. Så här illustrerade Olaus Magnus hur det gick till vid eden. Bilden är från "De nordiska folkens historia" som kom ut 1555.Neva - Ladoga- Svir - Onega (sjö) - Vytegra - Badozhsky ed - Kovzha - Beloozero (sjö)-Uchtomsky ed - Sjeksna - Volga flodsystem. Antagligen har dessa vägar redan varit kända hos lokalbefolkningen under lång tid när ruserna/vikingarna anländer. Det har funnits forsar i floden Svir, fast de är omgjorda till vattenkraftverk. Onega ligger 33m över havet. Idag finns det en grävd kanal, Marinskij-kanalen, mellan Onega och Volga. Det gick också att ta sig norrut från Onega, till Norra Dvina, där pälsen fanns. Mycket pälsvaror insamlade av karelare och vepser såldes till ruserna och möjligen fick lokalbefolkningen också betala sin skatt i päls. Även vid de små eden uppstår samhällen som livnär sig på att dra båtar och last. Självklart fick hästarna hjälpa till. Ett intressant kuriosafaktum är att Neva är Europas tredje största flod om man mäter vattenmängd. Endast Volga och Donau är mäktigare i den bemärkelsen.
5. Narva - Peipus (sjö) - Pskovsjön - Velikaja. Velikaja rinner genom den gamla staden Pskov och vidare till närheten av Daugava. Narvafloden slutar i två vattenfall nära Finska viken. Tartu har kontakt med Peipus genom vattendraget Emajõgi. Via Emajõgi kommer man till sjön Vörtsjärvi och kan fortsätta upp i ån Tänassilma. Det finns anledning att tro att denna väg var enklare för att nå övre Daugava, på grund av att Daugava var så svårforcerad med alla forsar och klippor.[32] Det blev färre omlastningar och kortare landtransporter.
6. Daugava - Kasplja - eden vid Gnezdovo - Dnjepr. Det gick också att fortsätta på Duagava in i Ryssland, där floden heter Zapadnaja Dwina (Västra Dwina) vilket tar dig till flodens källa vid Valdajhöjderna och edet vid Vysjnij Volotjok. Vid Valdaj har också Volga och Dnjepr sina källor. Daugavas källa ligger 220m över havet. Vid Vysjnij Volotjok byggs Rysslands första kanal år 1708 och arkeologiska undersökningar visar att det fanns tidig bosättning även här, precis som vid Gnezdovo. Problemet med Daugava är som med de andra floderna, forsar, och mer än hundra (Edberg 2002, s.56-66). Dessutom kan vattennivån skifta så mycket som 6m, med högsta flödet på våren. (Norra Dvina är en rysk flod som rinner ut i Ishavet i norr, så därför heter Daugava Västra Dwina på ryska.)
7. Volga - ed / kanal - Don. Det skall ha varit möjligt att förflytta sig med båt mellan Volga och Don vid den tid vi talar om här. Plasten för denna förflyttning skall ha legat på mark som kontrollerades av khazarerna. (Larsson, G. 2007. s.235) Idag är förbindelsen en grävd kanal.
8. Nemunas. Är segelbar med små båtar till Hrodna i Belarus och med stora båtar till Kaunas. Floden har sin källa i de gigantiska Pripjatträsken i Belarus varifrån även Dnipro får en del vatten via bifloden Pripyat. Bifloden Neris som ansluter till Nemunas i Kaunas är segelbar upp till Vilnius. Hur långt man kunde ta sig på vikingatid är osäkert, men Hrodna är känt sedan tidigt 1000-tal som en del av rurikidernas Kievan Rus. Hrodna är omnämnt i de gamla krönikorna som en viktig handelsplats på 1100-talet. Nemunas har sitt utflöde i Kuroniska lagunen i Kaliningrad, där den vikingatida handelsplatsen Wiskiauten var belägen.
9. Wisła och sedan vidare via t.ex. bifloderna Bug, Narew eller San. Från Västra Bug fanns historiskt möjligheten att ta sig via edet mellan Kobryn och Pinsk till flodsystemet Pina-Pripyat-Dnipro. I slutet av 1700-talet byggs en kanal, Dnipro-Bug, men den överges i början av 1900-talet.
10. I Polen-Tyskland fanns också Oder-Warta m.fl. biflöden och i Estland (eventuellt) Pärnu-Navesti.

### Runstenar och runinskrifter
Ett flertal runstenar nämner resor mot Östra Europa, Arabien och Orienten. Det finns också runinskrifter som lämnats kvar på platser i Östeuropa där skandinaver varit under den period vi skrev med runor. Här följer några.
- Ingvarsstenarna om Ingvarståget.
- Greklandsstenarna
- Haga Sofias runinskrifter i Istanbul.
- Ledingestenen (U-518)
- Mervallastenen (Sö-198)
- Olsbrostenen (Vg 181)[34]
- Pireuslejonet, idag i Venedig.
- Roslags-Bro (U-533)
- Rytternestenen (Vs-1)
- Timansbrynet (G-216)[35]
- Ängbystenen (U-536)